# Handball-Afrikameisterschaft der Männer 1983
Die 5. Handball-Afrikameisterschaft der Männer wurde im Jahr 1983 in der ägyptischen Hauptstadt Kairo durch die Confédération Africaine de Handball (CAHB) ausgerichtet. Sechs Mannschaften waren für die Endrunde qualifiziert. Titelverteidiger Algerien gewann das Turnier vor der Auswahl der Volksrepublik Kongo und dem Drittplatzierten Tunesien. Vierter wurde die Mannschaft des Gastgebers Ägypten, vor Angola auf dem fünften und der Elfenbeinküste auf dem sechsten Rang.
Mit dem Erfolg qualifizierte sich Algerien für das olympische Handballturnier 1984 in Los Angeles; die Volksrepublik Kongo erhielt einen Startplatz bei der Handball-B-Weltmeisterschaft 1985 in Norwegen.
| Platzierung | Mannschaft                 |
| ----------- | -------------------------- |
| 1.          | Algerien, Titelverteidiger |
| 2.          | Volksrepublik Kongo        |
| 3.          | Tunesien                   |
| 4.          | Ägypten, Gastgeber         |
| 5.          | Angola                     |
| 6.          | Elfenbeinküste             |